# Paul Toppo
Paul Toppo (* 30. Juni 1957 in Simdega, Jharkhand) ist ein indischer römisch-katholischer Geistlicher und Bischof von Raigarh. 

## Leben
Paul Toppo empfing am 24. Mai 1988 in Darupisa das Sakrament der Priesterweihe für das Bistum Raigarh. Vor seiner Ernennung zum Bischof war Toppo zuletzt Generalvikar des Bistums.
Papst Benedikt XVI. ernannte ihn am 23. März 2006 als Nachfolger von Victor Kindo zum Bischof von Raigarh. Der Erzbischof von Ranchi, Telesphore Placidus Kardinal Toppo, spendete ihm am 24. Mai desselben Jahres die Bischofsweihe. Mitkonsekratoren waren der Erzbischof von Raipur, Joseph Augustine Charanakunnel, und der Erzbischof von Bhopal, Paschal Topno SJ. Sein Wahlspruch lautet Abba Pater.